# Захаров, Виктор Павлович (лингвист)
Захаров Виктор Павлович (17 июля 1947 года, в дер. Немятово Ленинградской области, СССР – 7 января 2024 года, в Санкт-Петербурге) — советский и российский лингвист, специалист в области компьютерной, прикладной и корпусной лингвистики и информационного поиска. Кандидат филологических наук (1997), доцент кафедры математической лингвистики филологического факультета СПбГУ.

## Биография
Захаров Виктор Павлович родился 17 июля 1947 года в деревне Немятово Ленинградской области, СССР. Родители из крестьян (колхозников). Отец рано умер. Мать работала бухгалтером. Детство провел в деревне Вороново на берегу Ладожского озера. Среднюю школу закончил в городе Новая Ладога.
В 1970 году окончил филологический факультет ЛГУ (отделение структурной и прикладной лингвистики) по специальности «Структурная и прикладная лингвистика». По окончании был направлен на работу в Сибирское отделение АН СССР (новосибирский Академгородок), где работал в КБ системного программирования (научный руководитель акад. А. П. Ершов) и в Научно-исследовательском секторе Новосибирского госуниверситета (под руководством С. Я. Фитиалова). В 1972 г. вернулся в Ленинград. Год работал учителем математики в школе в гор. Отрадное под Ленинградом. С 1973 по 1991 гг. работал в Ленинградском центре научно-технической информации (старший инженер, зав. отделом программирования, зав. отделом исследований и разработок, зам. директора по автоматизации), где занимался разработкой информационно-поисковых систем (РАСПРИ-1, Вектор-П). В 1974—1978 гг. учился в заочной аспирантуре ВИНИТИ (рук. Н. Я. Бирман и Ю. А. Полюсук). С января 1991 по сентябрь 1999 гг. работал в Библиотеке Российской академии наук (БАН) в качестве заведующего Научно-исследовательским отделом информатики и автоматизации.
В 1997 году в Санкт-Петербургском государственном университете защитил диссертацию на соискание учёной степени кандидата филологических наук по теме «Языковые средства информационного поиска» (специальность 10.02.21 — «Прикладная и математическая лингвистика»). Официальные оппоненты — доктор технических наук, проф. В. Ш. Рубашкин, доктор филологических наук М. И. Откупщикова.
С сентября 1999 г. доцент кафедры математической лингвистики Санкт-Петербургского государственного университета (СПбГУ). С 2004 по 2016 гг. по совместительству работал ведущим научным сотрудником Института лингвистических исследований РАН.

## Научная деятельность

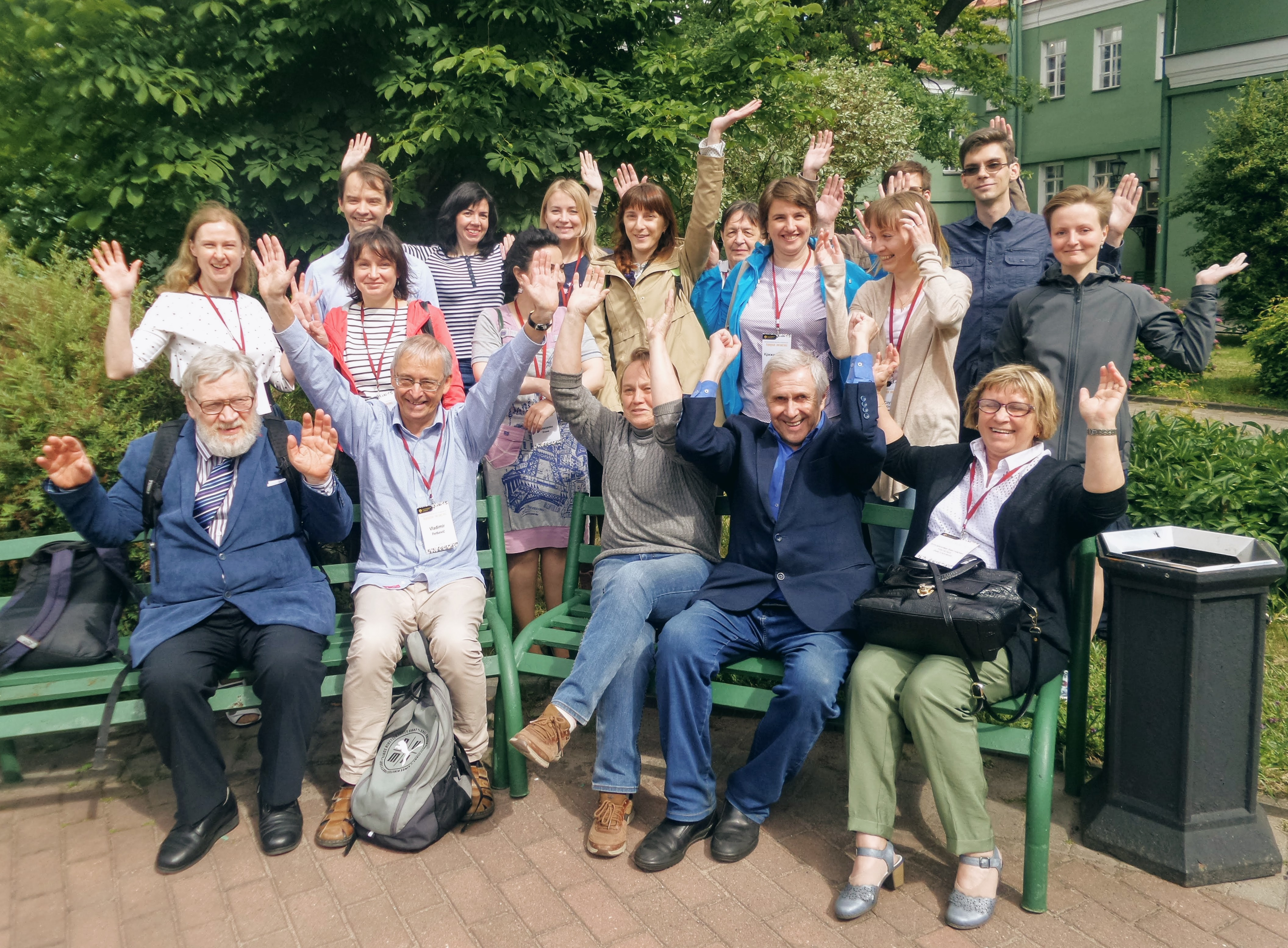
Участники конференции «Корпусная лингвистика ‒ 2019», Санкт-Петербург

Научные интересы: корпусная лингвистика, автоматизированная обработка текстов, информационный поиск, компьютерная лексикография.
Автор более 300 публикаций по корпусной лингвистике, информационно-поисковым языкам и системам, автоматической обработке текстов, лексикографии, чешскому языку и культуре. Редактор различных сборников, в том числе периодических изданий «Компьютерная лингвистика и вычислительные онтологии» (ISSN 25419781) и «Труды международной конференции Корпусная лингвистика» (ISSN 24129623).
Член редколлегии журналов «Вестник Новосибирского государственного университета. Серия: лингвистика и межкультурная коммуникация» (ISSN 18187935) и «Knihovna: knihovnická revue» (Чехия) (ISSN 18013252).
Председатель программного и организационного комитетов конференции «Корпусная лингвистика» (Санкт-Петербург).

## Преподавательская деятельность

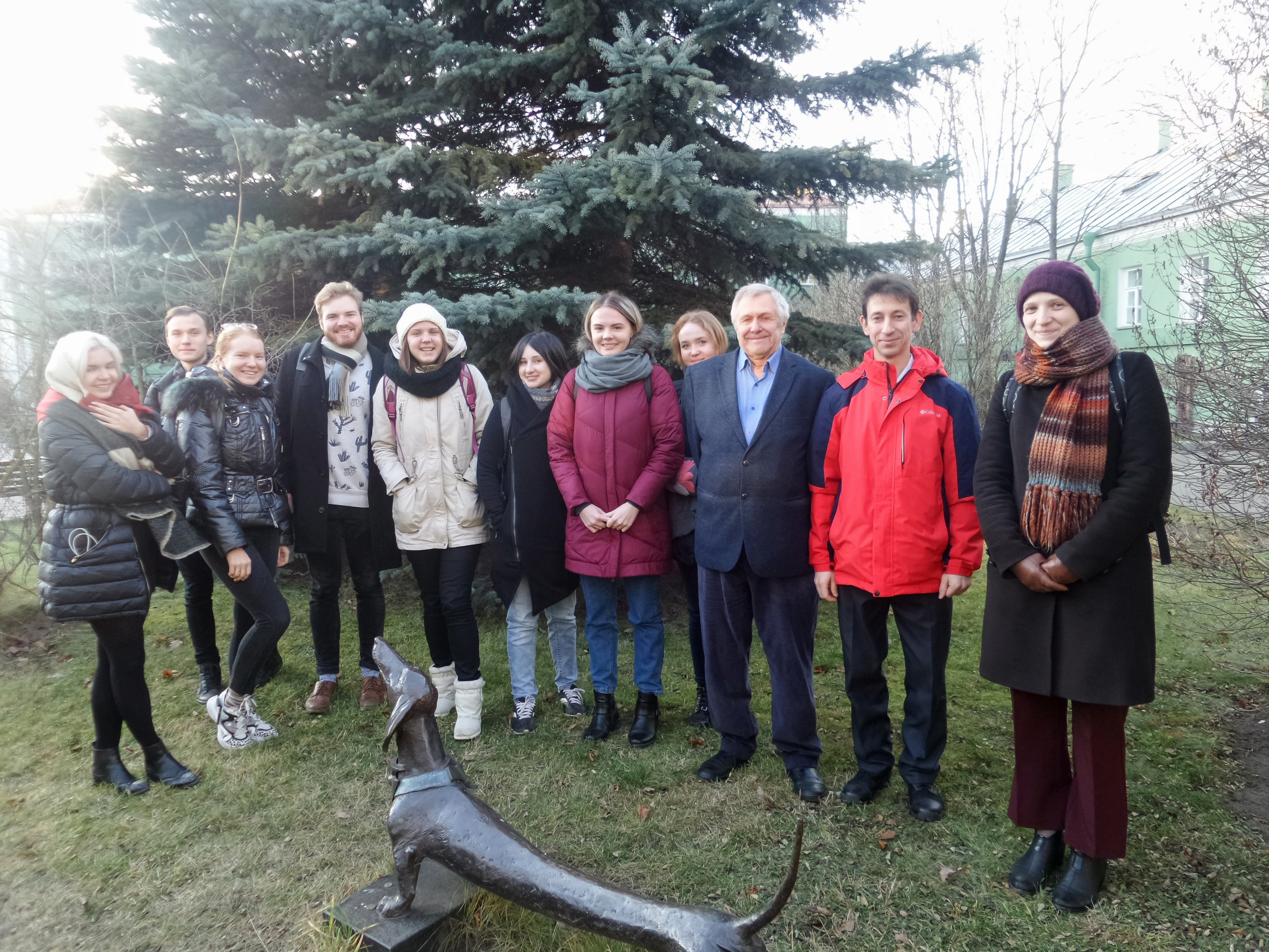
Виктор Павлович Захаров и его студенты во дворике филфака СПбГУ, 2019

- Ленинградский (Санкт-Петербургский) университет культуры, кафедра информатики, 1973—1978, 1991—1998
- Институт повышения квалификации информационных работников, Ленинградский филиал, 1978—1982
- СПбГУ, социологический факультет, кафедра информационных систем в социологии, 2001—2008
- СПбГУ, факультет искусств, кафедра информационных систем в науке и образовании, 2009—2016
- Автономный университет Барселоны (Испания), Erasmus Professor, 2008—2009
- СПбГУ, филологический факультет, кафедра математической лингвистики, с 1997 года.

Как приглашенный лектор читал лекции в Новосибирском государственном университете, Сибирском федеральном университете, Университете Коменского (Братислава, Словакия), Университете Г. В. Лейбница (Ганновер, Германия).
Автор многих учебных пособий, главные из которых — по информационному поиску и корпусной лингвистике.

## Список важнейших[источникне указан 550 дней]научных публикаций
- Современные тенденции в нормировании лексики в информационно-поисковых системах // Семантика естественных и искусственных языков в специализированных системах: Тезисы докладов конференции (Ленинград, 1-2 октября 1979 г.). — Л.: ЛГУ, 1979. — С. 65-66.
- Совершенствование лингвистического обеспечения в ИПС «бестезаурусного» типа // Научно-техническая информация. — Сер. 2. — 1980, № 6. — С. 14-19. (в соавт.)
- Республиканская автоматизированная система поиска и распространения информации // Научно-техническая информация. — Сер. 2. — 1983, № 2. — С. 1-8. (в соавт.)
- Лексический контроль и использование тезаурусов в автоматизированных информационно-поисковых системах // Разработка и использование словарно-терминологических средств документальных ИПС: Межведомственный сборник научных трудов. — Новосибирск: ГПНТБ СО АН СССР, 1987. — С. 3-26.
- Принципы разработки тезауруса по проблемам сохранности документов // Библиотеки национальных академий наук: проблемы функционирования, перспективы развития: Науч.-практ. и теорет. конф. Киев, 2000. C. 176 185. (в соавт.)
- Международные стандарты в области корпусной лингвистики // Структурная и прикладная лингвистика., 2012. № 9. С. 201—221.
- Corpora of the Russian Language // Lecture Notes in Artificial Intelligence, 8082 (Text, Speech and Dialogue: Proceedings of the 16th International Conference, TSD 2013, Plzen, Czech Republic, September 1-5, 2013 / Ivan Habernal, Václav Matoušek (Eds.)). Springer-Verlag, Berlin Heidelberg, 2013. P. 1-13.
- Диахронические исследования на основе корпуса русских текстов Google Books Ngram Viewer. Структурная и прикладная лингвистика. Выпуск 10. СПб., 2014. С. 303—327 (в соавт.).
- Сочетаемость через призму корпусов // Компьютерная лингвистика и интеллектуальные технологии: По материалам ежегодной Международной конференции «Диалог» (Москва, 27 — 30 мая 2015 г.). Вып. 14 (21). М. : Изд-во РГГУ, 2015. Т. 1. С. 667—682.
- Корпуса русского языка // Труды Института русского языка им. В. В. Виноградова. Вып. 6. М., 2015. С. 20-64.
- Разработка и использование параллельного корпуса русского и китайского языков // Научно-техническая информация. Сер. 2. Информационные процессы и системы. 2015. № 4. С. 18-29 (в соавт.).
- Very Large Russian Corpora: New Opportunities and New Challenges // Computational Linguistics and Intellectual Technologies: Papers from the Annual International Conference «Dialogue» (2016). Issue. 15 (22). Moscow: RSUH. P. 83-98 (в соавт.).
- Пролегомены к корпусной лингвистике // Вопросы психолингвистики. 2016. № 2. С. 151—161.
- Comparative Evaluation and Integration of Collocation Extraction Metrics. In: Lecture Notes in Computer Science, vol. 10415 (Text, Speech, and Dialogue — 20th International Conference, TSD 2017, Prague, Czech Republic, August 27-31, 2017, Proceedings) / K. Ekštein, V. Matoušek (Eds.). Springer International Publishing AG 2017. P. 255—262.
- Semantic Structure of Russian Prepositional Constructions // Lecture Notes in Computer Science, vol. 11697 LNAI (Text, Speech, and Dialogue — 22th International Conference, TSD 2019, Ljubljana, Slovene Republic, Srptember 11-13, 2019, Proceedings) / K. Ekštein, V. Matoušek (Eds.). Springer International Publishing AG 2019. P. 224—235 (в соавт.).
- Категоризация прилагательных цвета в русских поэтических текстах (корпусное исследование) // Труды Института русского языка им. В. В. Виноградова. Вып. 21. Гл. ред. А. М. Молдован. Отв. ред. выпуска В. А. Плунгян. М.: ИРЯ РАН, 2019. С. 165—181 (в соавт.).
- Функциональность инструментов корпусной лингвистики. // Структурная и прикладная лингвистика. Выпуск 12. СПб., С.-Петербургский гос. университет, 2017. С. 81-95.
- Моделирование в корпусной лингвистике. Специализированные корпусы русского языка / В. П. Захаров, И. В. Азарова, О. А. Митрофанова [и др.]; отв. ред. В. П. Захаров. Санкт-Петербург : Изд-во Санкт-Петербургского гос. ун-та, cop. 2019. 207 с. : табл.; 22 см; ISBN 978-5-288-05902-5
- Semantic Structure of Russian Prepositional Constructions // Lecture Notes in Computer Science, vol. 11697 LNAI (Text, Speech, and Dialogue — 22th International Conference, TSD 2019, Ljubljana, Slovene Republic, September 11-13, 2019, Proceedings) / K. Ekstein, V. Matousek (Eds.). Springer International Publishing AG 2019. P. 224—235 (в соавт.)
- Ways of automatic identification of words belonging to semantic field // Jazykovedný časopis. 2019. Vol. 70. No. 2. P. 234—243.
- The Concept of ‘Empire’ in Russian and Czech // RASLAN 2019 (Thirteenth Workshop on Recent Advances in Slavonic Natural Language Processing, Karlova Stud?nka, Czech Republic, December 6-8, 2019) Proceedings / A. Horák, P. Rychlý, A. Rambousek (eds.). Tribun EU, Brno, 2019. P. 89-98.
- Comparative Corpus-driven Study of Propositional Semantics in Russian and Czech // Jazykovedný časopis. 2021. Vol. 72. No. 4. P. 967—976.

## Научно-популярные издания
- Andrej Tarkovskij a Andrej Rubljov // Sborník k padesátinám Vladimíra Novotného. Praha, 1986, str. 94-106
- Чешский в кармане: Рус.-чеш. разговорник / В. П. Захаров. СПб. : Паритет, 2002. 317, [1] с. : ил.; 10x12 см; ISBN 5-93437-104-5
- Компьютерная революция: PRO et CONTRA // Воспитание и культура. СПб., 2006. С. 52-56.
- Феномен пива в чешской культуре. // Санкт-Петербург — Прага 1999—2000. Ежегодник Общества братьев Чапек в Санкт-Петербурге. Санкт-Петербург, 2000. — С. 46-50.
- «Господское» дело // Всемирный следопыт, 2006. С. 73-77.
- Футбол по-чешски // Сборник общества братьев Чапеков. — СПб., 2002. — С. 31-37
- Музыка информационной революции // НТБ. — 2002. № 8. С. 68 70. (в соавт.)
- Ruské knihovny na Internetu // Čtenář: Měsíčník pro knihovny. Ročník 56. — 2004. — Č. 5. Str. 153 156; — Č. 6. — Str. 204 207..
- Как Прага не стала русским Оксфордом (возникновение, развитие и крах русского образования в Чехословакии) // Ежегодник Общества братьев Чапеков. — СПб., Издательство «Глобус», 2005. — С. 25-33.
- In memoriam // Ежегодник Общества братьев Чапеков. — СПб., Издательство «Глобус», 2005. — С. 81-85.
- Русская Прага // Семь искусств, 2015, № 6; https://7iskusstv.com/2015/Nomer2/Zaharov1.php
- Жизнь и словари Л. В. Копецкого // Ежегодник Общества братьев Чапеков. Вып. 17. 2018. С. 12-20.